# August Podesta
August Hieronimus Johannes Podesta, auch August Podesta (* 27. April 1813 in Malchow; † 29. September 1858 in München)  war ein deutscher Maler und Grafiker.

## Leben
August Podesta wurde 1813 im mecklenburgischen Malchow als Sohn des Chirurgen Franz Anton Joseph Podesta  und dessen Ehefrau Maria Juliana, geborene Lessen, geboren. Er studierte in Dresden an der Königlich Sächsischen Akademie der Künste. Seit 1835 lebte er in München. Dort starb er 1858 und erlag einem langen und schweren Leiden.

## Werke (Auswahl)
- Festung Finsterminz in Tirol
- Junger Mann zu Pferd vor einer Burg
- Ansicht von Innsbruck von Weiherburg gesehen, 1838–1841
- Post Firnstein Tirol
- Gebirgstal mit einer Burg
- Der Eibsee bei Garmisch-Partenkirchen, 1854
- Kloster Malchow in Mecklenburg-Schwerin, 1835
- Malchow, 1835